# Erich Brandenberger
Robert Adolf Erich Brandenberger (Augsburgo, Alemania; 15 de julio de 1892 - Bonn, 21 de junio de 1955) fue un militar alemán, General Panzertruppe de la Werhmacht durante la Segunda Guerra Mundial que se destacó en el Frente Oriental siendo condecorado con la Cruz de Caballero de la Cruz de Hierro con Hojas de Roble.

## Biografía
Erich Brandenberger nació en Augsburgo en 1895, ingresó como cadete en el Ejército Imperial en la escuela de cadetes de Múnich en 1911.

### Primera Guerra Mundial
En la Primera Guerra Mundial participó como oficial de artillería del 6.º Regimiento artillero bávaro y participó en las principales batallas de la Gran Guerra en El Mosa, Lorena y Verdún en el Frente Occidental. Fue ayudante personal del Duque de Calabria y su regimiento combatió en Flandes. Brandenberger estuvo a cargo de una batería artillera y se destacó como líder terminando el conflicto como adjunto del Estado Mayor y con el grado de teniente primero (Oberleutnant) y con la Cruz de Hierro de Segunda (1914) y Primera Clase (1916).

### Entreguerras
Terminado el conflicto, Brandenberger permaneció en el Reichswehr sirviendo como ayudante del Regimiento artillero n.º 21. En 1923 es ascendido a capitán y se le confía el 1.er Regimiento de Caballería. En 1925 es asignado al Ministerio de Defensa y es asignado al 7.º Regimiento de Artillería con asiento en Trípoli. En 1926, vuelve a Alemania siendo asignado como asesor militar en Suecia, Dinamarca, Noruega y Finlandia. En 1932, es ascendido a Mayor y asume como Director de Capacitación en el Ministerio de Defensa que se transforma en 1933 en el Ministerio de Guerra con la toma del poder por parte de los Nazis. En 1936 es ascendido a Coronel y es Comandante del Regimiento de Artillería n.º 74 con asiento en Korneuburg.

### Segunda Guerra Mundial
En 1939, asume como Jefe del Estado Mayor del Ejército (OKH) y es comandante el XXIII Ejército Alemán estacionado en la frontera con Francia. En 1940 es ascendido a Mayor General y participa en la Invasión de Francia.
En vistas a la Operación Barbarroja en junio de 1941, Brandenberger es trasladado a Polonia para tomar el mando del Octavo Batallón Panzer sirviendo en el Frente Oriental como parte del grupo de Ejércitos Centro y efectúa acciones en el cruce del río Dubissa, capturando intactos los puentes en el sector de Duna (Daugava), por estas acciones, el 15 de julio de 1941 se le concede la Cruz de Caballero de la Cruz de Hierro. En 1942 asume el mando del LIX Ejército y es ascendido a Teniente General.
En 1943, asume el mando del XXIX Ejército y realiza acciones de contención en Melitipol impidiendo que los soviéticos envuelvan a las fuerzas alemanas en la región de Nikopol, infligiendo terribles pérdidas al enemigo. Muchos de los combates en que participó el XXIX Ejército fueron cuerpo a cuerpo a bayoneta calada. El 8 de agosto de 1943, es ascendido a General de Artillería y se le conceden las Hojas de Roble de la Cruz de Caballero en noviembre de ese año.
En 1944 es ascendido a General de Fuerzas Panzer (Panzertruppe). Brandenberger, bajo las órdenes de Gerd von Rundstedt, participa en la Batalla de la Saliente del Bulge el 16 de diciembre de 1944; el 7.º Ejército a su mando tiene la misión de apoyar desde el sur protegiendo el flanco del 5.º Ejército del General Hasso von Manteuffel que avanza hacia el puerto de Amberes; completaba la pinza el 6.º Ejército Panzer SS al mando de Joseph Dietrich viniendo desde el norte. Las fuerzas de Brandenberger fueron detenidas por el 8.º Ejército estadounidense cuando tan solo habían avanzado unos 3 km del punto de partida alejándolos del 5.º Ejército que también fue detenido en Bastogne. 
La falta de suministros y combustible hicieron que la ofensiva se ralentizara y finalmente las fuerzas alemanas se retiraran. La intervención de 3.er Ejército estadounidense del general George Patton finalmente inclinó la balanza a favor de los aliados.
Brandenberger fue transferido a la reserva como parte del Comando del 19.º Ejército de Reserva con asiento en Berlín por orden de Hitler.

### Posguerra
Después de la Batalla de Berlín fue capturado por fuerzas estadounidenses siendo un prisionero a cargo de la División Histórica del Ejército Americano. Es liberado en 1948 sin cargos por crímenes de guerra.
Falleció a los 62 años en Westfalia, Alemania Occidental, el 21 de junio de 1955.